# Altıntepe
Altintepe és un jaciment arqueològic de Turquia, corresponent a una població d'Urartu, al districte d'Üzümlü, a la província d'Erzincan a Turquia, a 16 km d'Erzincan, en la carretera a Erzurum. Les restes es troben a 60 metres en un turó d'origen volcànic. Fou excavada entre 1959 i 1968 per Tahsin Özgüç, i es va trobar una fortalesa urartiana; a la zona, hi ha també un temple o palau, una gran sala, magatzem, muralles, habitacions, habitacions subterrànies i un temple a l'aire lliure. Les excavacions es van reprendre el 2003, dirigides per Mehmet Karaosmanoğlu. La troballa de grans cubs de terra demostra que els urartus havien desenvolupat la producció de vi en aquesta zona.

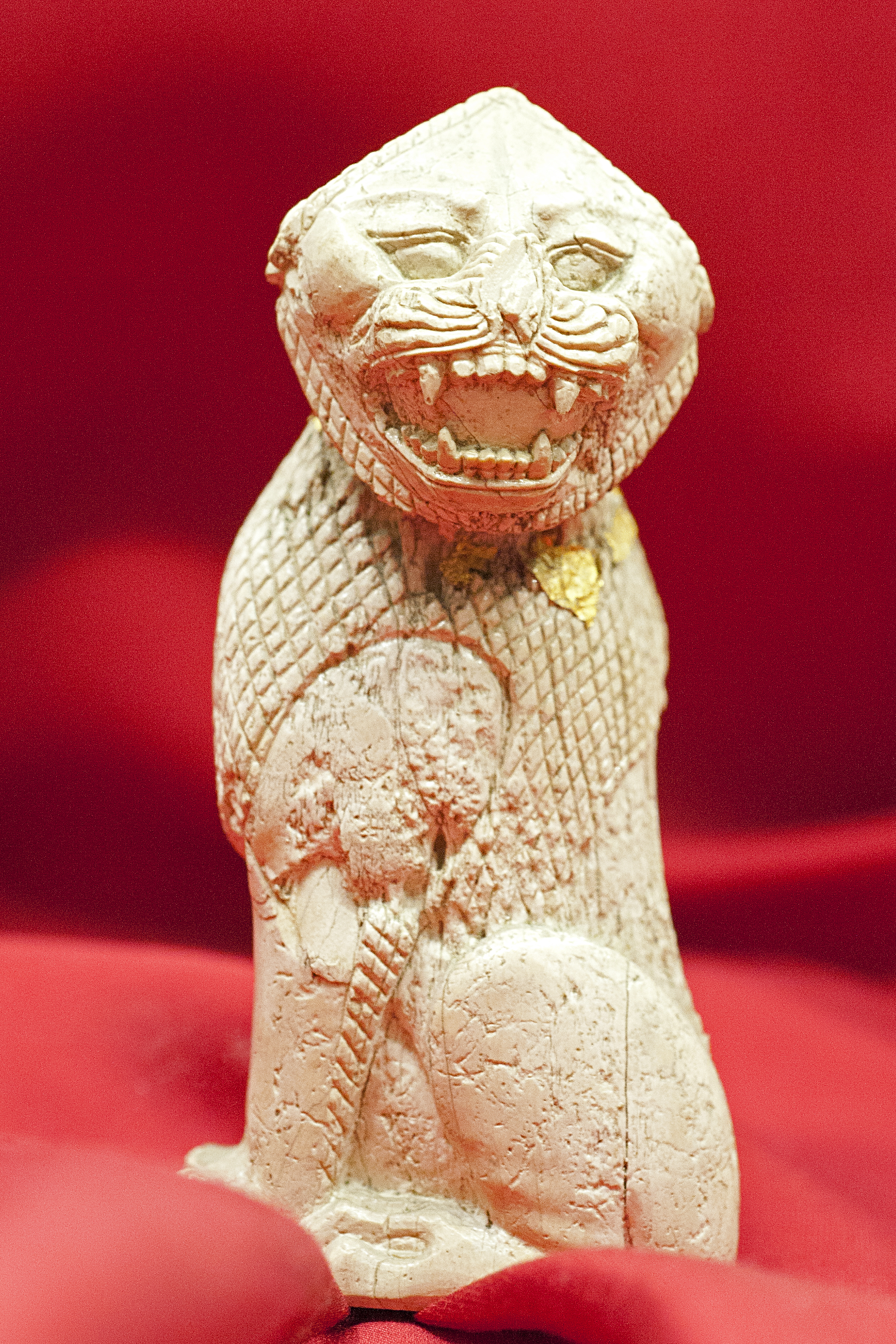
Estàtua de lleó assegut al Museu de les Civilitzacions d'Anatòlia, Ankara.